# Hyalophora cecropia
La polilla de cecropia (Hyalophora cecropia) es la más grande de las polillas nativas de América del Norte. Es un miembro de la familia Saturniidae, o polillas sedosas gigantes. Se han observado hembras que poseen una envergadura de alas de 160 mm o aun mayores. Se la encuentra en la zona occidental de las Montañas Rocosas y hacia el norte en la mayoría de las provincias de Canadá.  Las larvas de estas polillas se las encuentra por lo general en arces, pero se sabe que también se alimentan de cerezos y abedules entre varias otras especies.

## Ciclo de vida

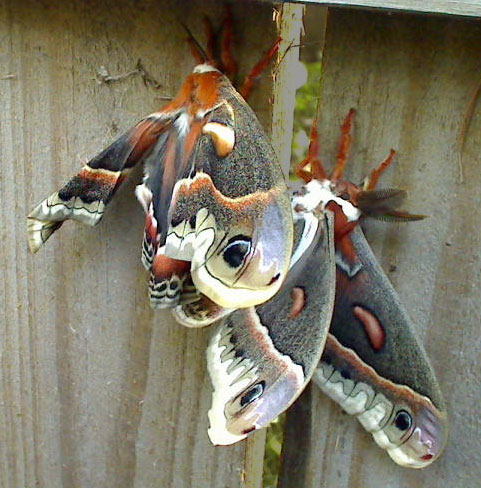
Pareja de polillas de cecropia apareadas. A la derecha se encuentra el macho, con las antenas más grandes plumosas que utiliza para detectar las feromonas de la hembra.

Al igual que todos los miembros de la familia de las polillas gigantes sedosas, las polillas nocturnas adultas se encuentran diseñadas solo para reproducirse, no posee elementos funcionales en su boca ni un sistema digestivo. Por lo tanto, sobreviven como máximo unas dos semanas.
Para atraer un macho, la hembra de la polilla de cecropia emite feromonas que son detectadas por las antenas del macho que son en extremo sensibles pudiendo detectarla hasta a una distancia de casi 1.5 km. Un macho puede llegar a volar hasta unos 10 km en búsqueda de una hembra.  El apareamiento comienza temprano por la mañana y se extiende hasta el atardecer.  Luego la hembra deposita unos cien huevos, de los que se desarrollan diminutas orugas negras.
Estas larvas se alimentan de numerosos árboles y arbustos, incluidos arces, abedules y manzanos. Al ir creciendo, se puede observar que el color negro en realidad proviene de pequeños pelillos negros que crecen desde tubérculos (pequeñas proyecciones) que cubren todo su cuerpo, que inicialmente es de un color amarillo-verdoso. Al ir creciendo la larva, la coloración cambia a verde- verde-azulada, y los tubérculos toman un tono azul, amarillo o naranja, dependiendo en que sector del cuerpo se encuentren, mientras que los pelillos negros se van desprendiendo. Al alcanzar la madurez en otoño, las orugas que ahora miden unos 10 cm de largo, tejen capullos sobre árboles o estructuras de madera de donde emergen como adultos en las primeras dos semanas de clima cálido a comienzos del verano. Las polillas de Hyalophora cecropia son univoltinas, o sea producen una generación por año.
Es muy fácil diferenciar entre los dos sexos de esta especie. La diferencia más obvia es la antena plumosa. Los machos poseen antenas plumosas mientras que las hembras poseen antenas de menores dimensiones y con menor cantidad de pelillos. Las hembras también poseen un abdomen de mayores dimensiones más redondeado que el de los machos.

## Amenazas
Las polillas son atacadas por varias pestes.  Parasitoides, tales como algunas especies de avispas y moscas, colocan sus huevos dentro o sobre las orugas jóvenes. Los huevos producen larvas que se alimentan de los órganos internos y músculos de las orugas. Los parasitoides liberan químicos que interfieren con los mecanismos de regulación de la oruga. Una vez que el parasitoide ha crecido lo suficiente, induce a que la oruga se torne pupa.  Una vez que las orugas comienzan su ciclo de pupa, las larvas parasitoides también comienzan su ciclo como pupa, matando a la pupa de cecropia.  Las ardillas también consumen pupas de polillas cecropia, lo que afecta de manera significativa a las poblaciones. La poda de árboles y las luces por la noche también afectan a las polillas cecropia.

## Galería del ciclo de vida

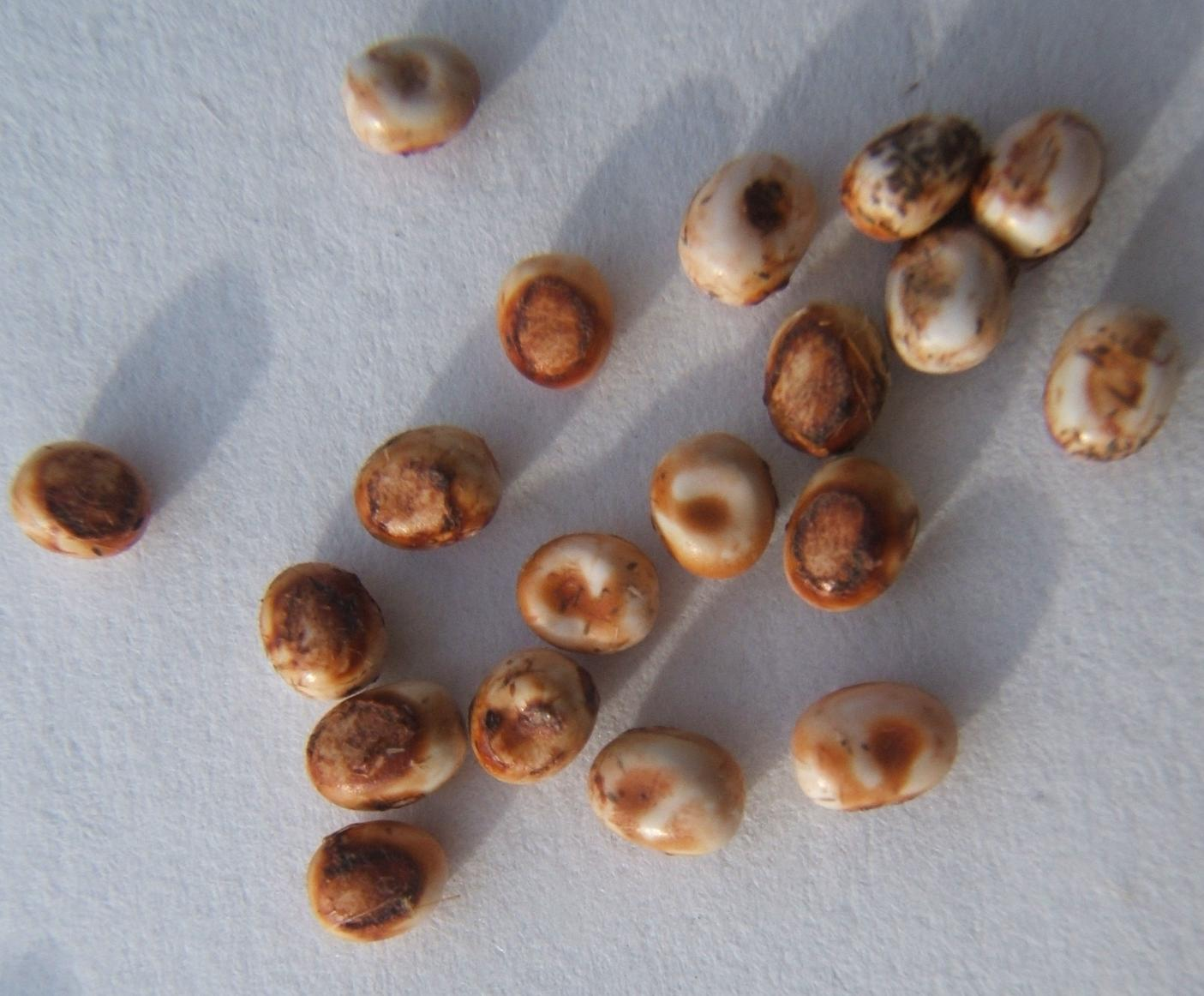
Huevos de Cecropia
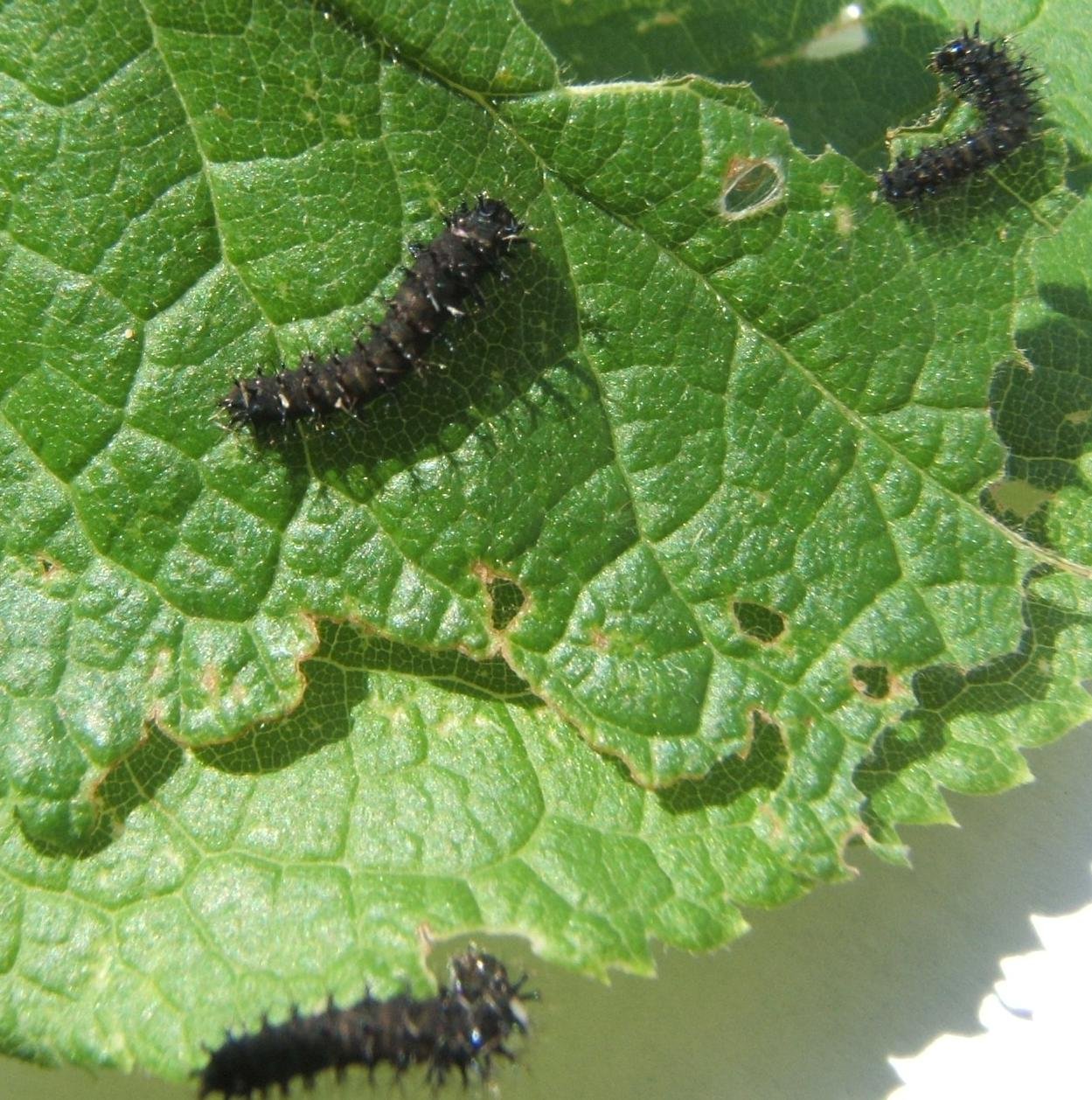
Primer estadio sobre un cerezo.
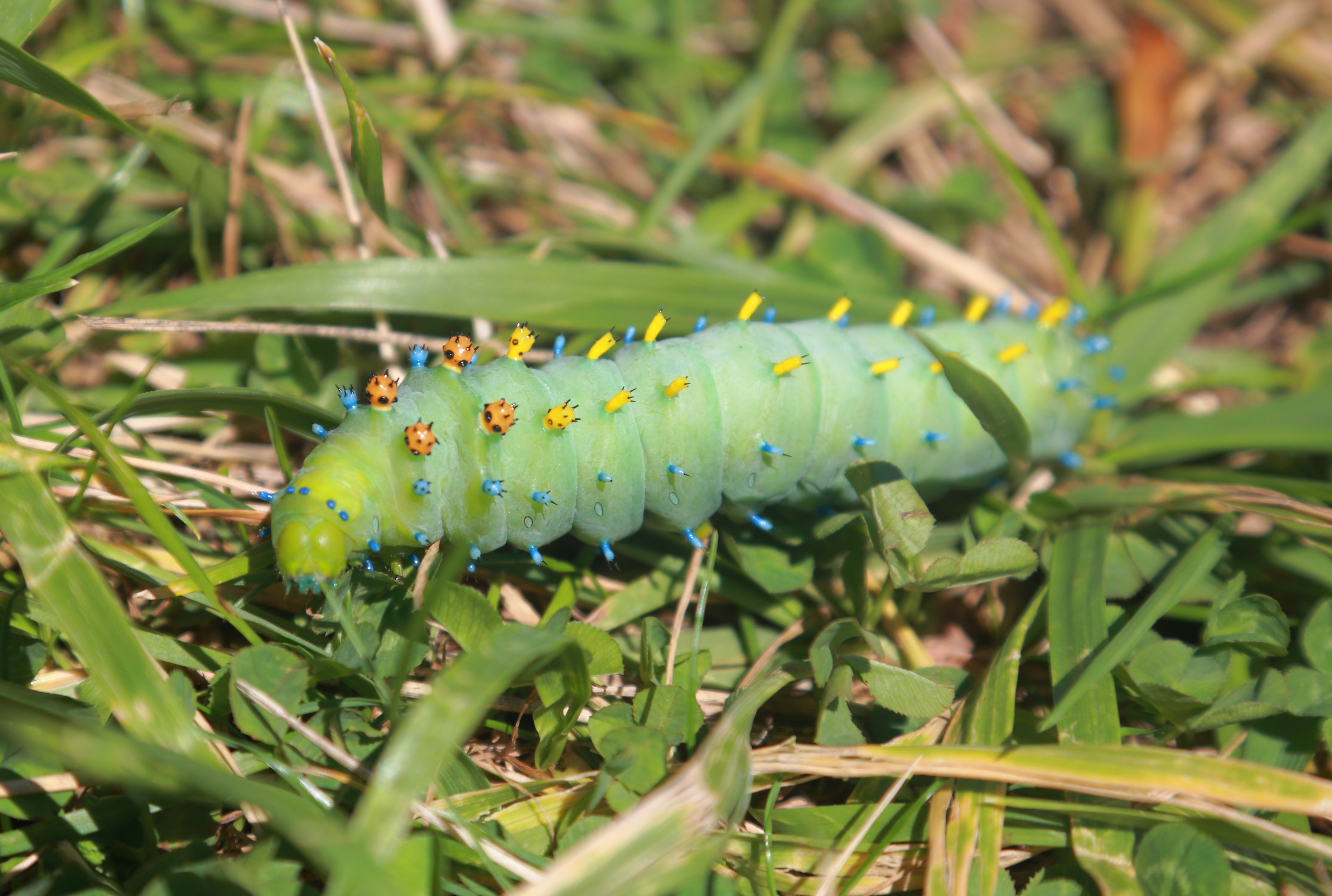
Oruga en Toronto
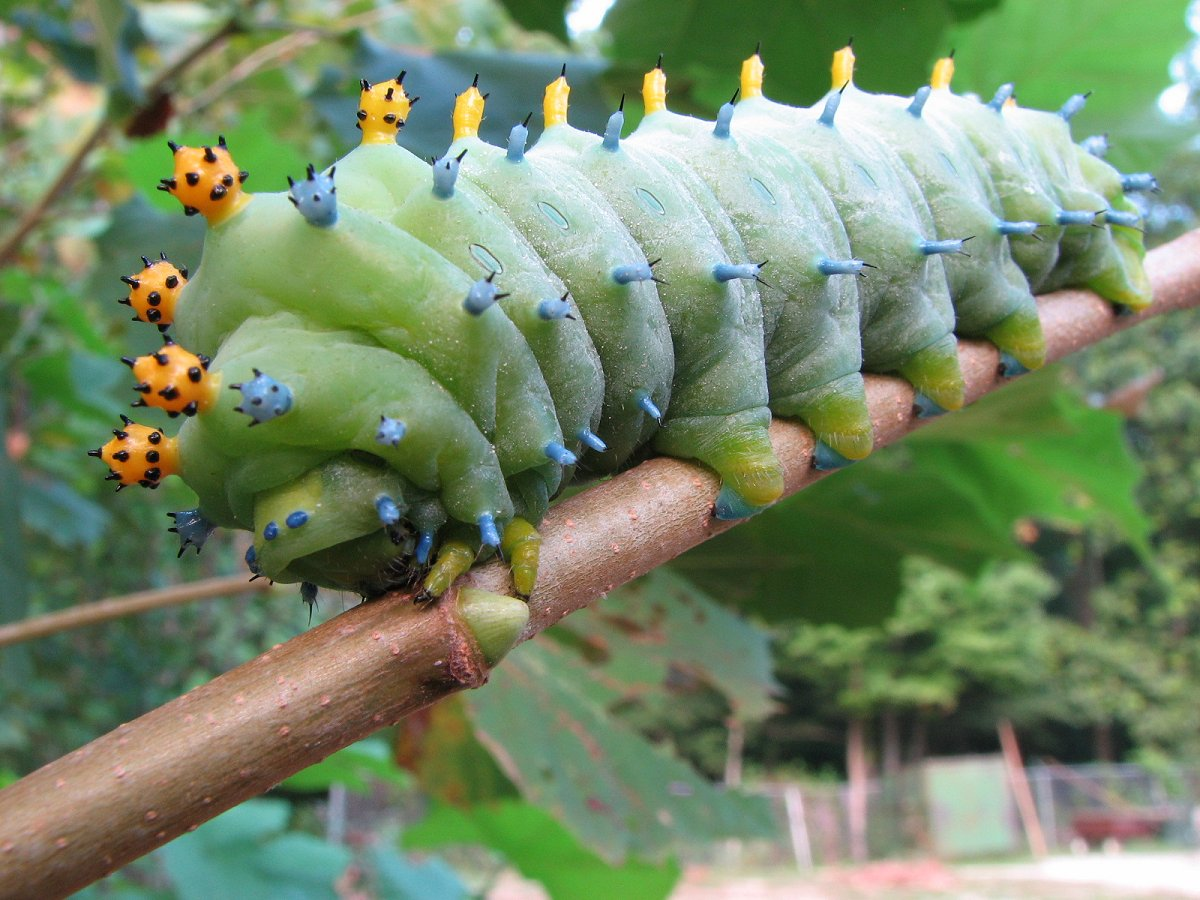
Oruga
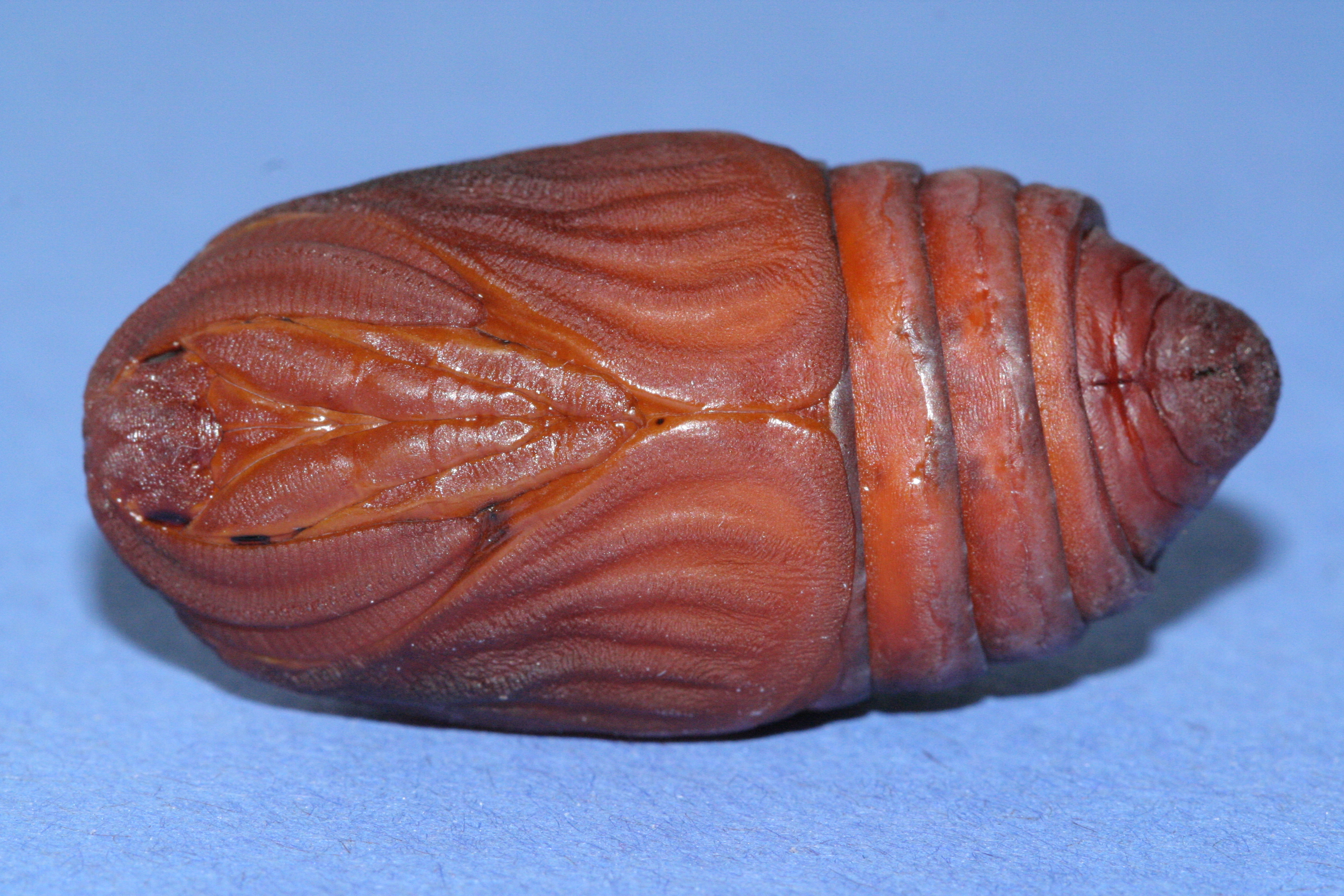
Pupa macho
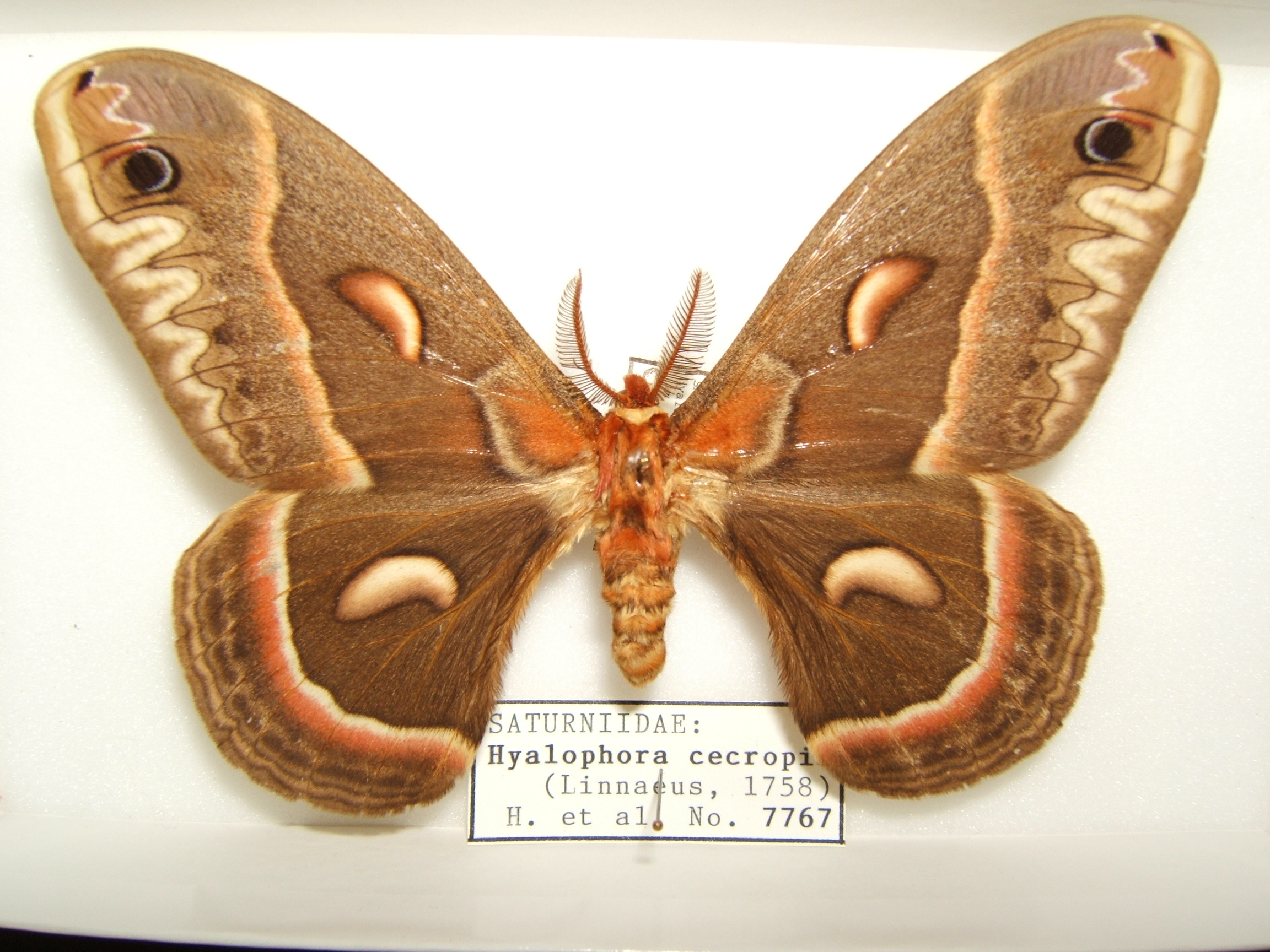
Macho adulto
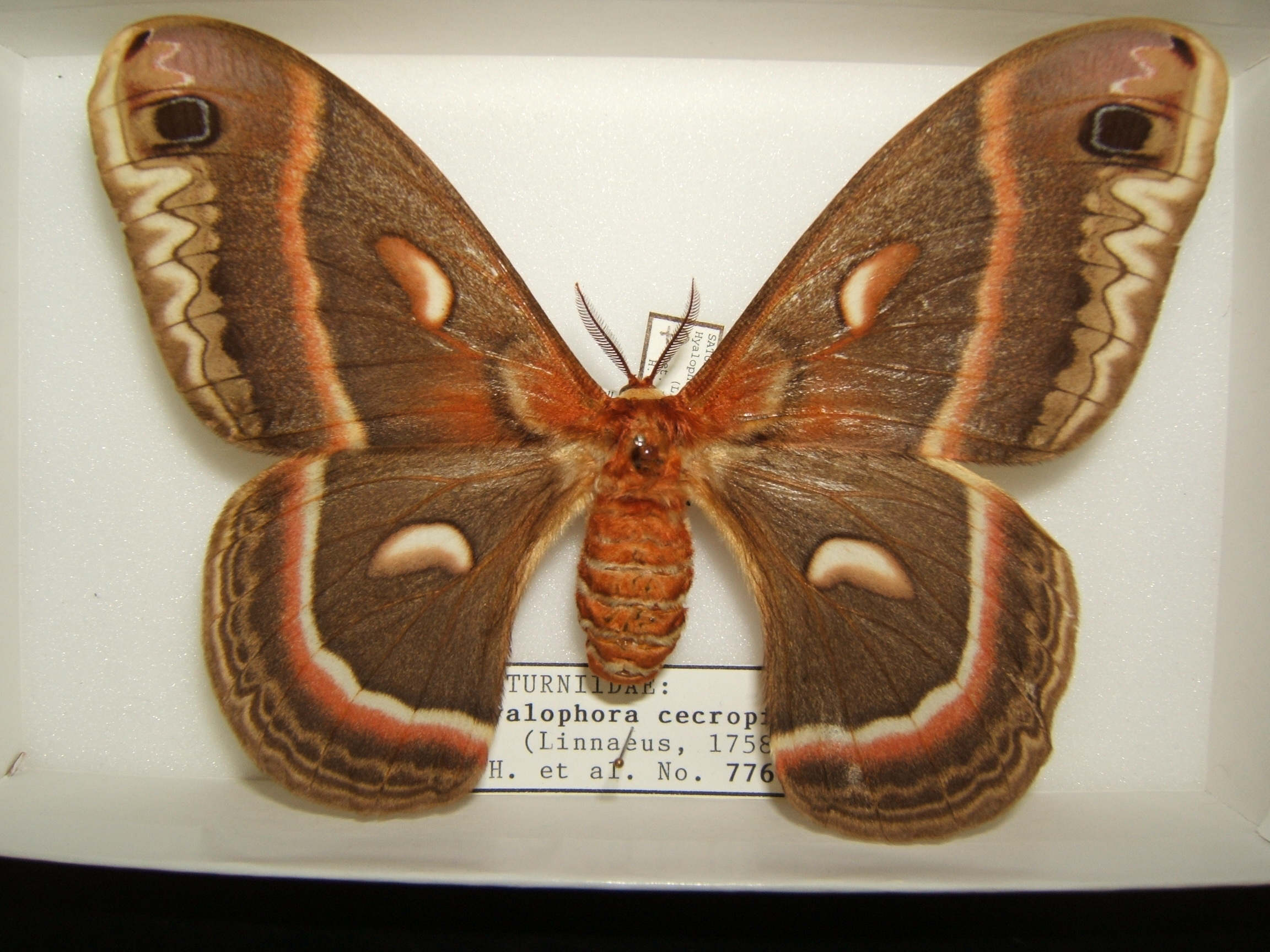
Hembra adulta
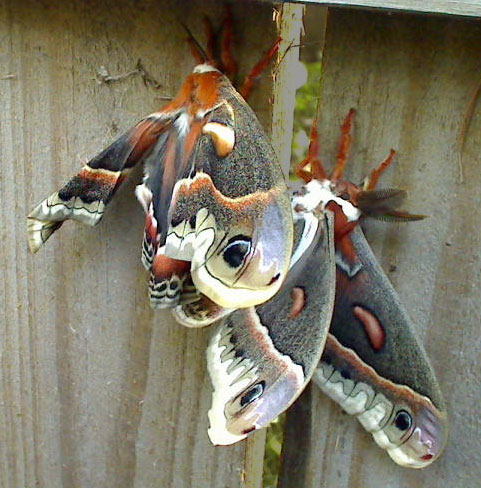
Adultos luego del apareamiento
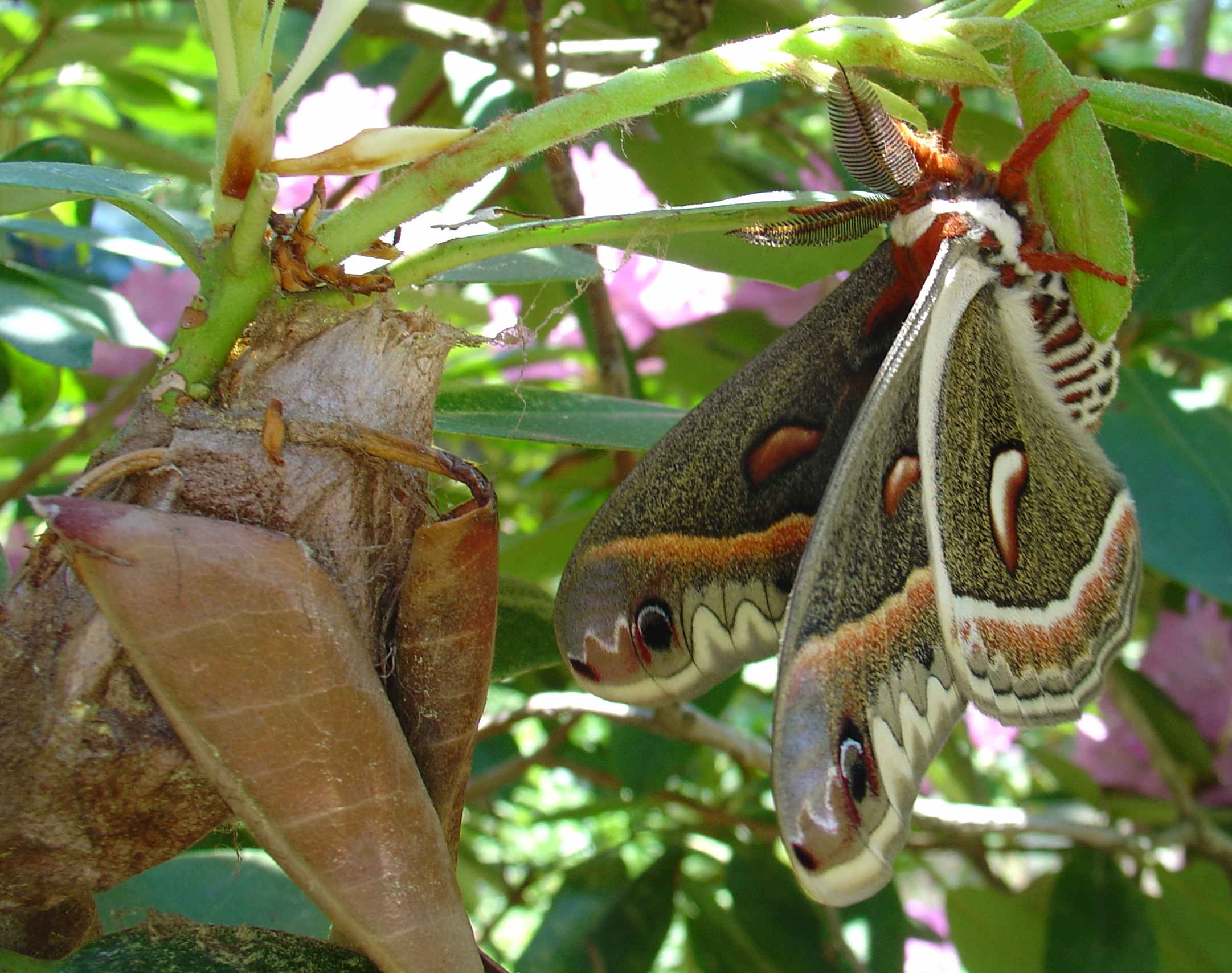
Macho adulto de cecropia luego de la eclosión